# Joe Salisbury
Joe Salisbury (* 20. dubna 1992 Londýn) je britský profesionální tenista, deblový specialista, vítěz mužské čtyřhry Australian Open 2020 a US Open v letech 2021, 2022 a 2023, rovněž tak i smíšené soutěže na French Open 2021 a US Open 2021. Mezi dubnem a říjnem 2022 byl světovou jedničkou ve čtyřhře, kterou se stal jako padesátý šestý v pořadí od zavedení klasifikace v březnu 1976 a po Jamiem Murraym jako druhý Brit. V rámci jediného období na vrcholu setrval dvacet šest týdnů. Ve své dosavadní kariéře na okruhu ATP Tour vyhrál sedmnáct deblových turnajů. Na challengerech ATP a okruhu ITF získal jeden titul ve dvouhře a osmnáct ve čtyřhře.
Na žebříčku ATP byl ve dvouhře nejvýše klasifikován v říjnu 2015 na 559. místě a ve čtyřhře pak v dubnu 2022 na 1. místě. Od šesti let jej trénuje Justin Sherring. Na juniorském kombinovaném žebříčku ITF nebyl nikdy klasifikován. V letech 2011–2014 vystudoval ekonomii na University of Memphis.
Na grandslamu vyhrál s Američanem Rajeevem Ramem Australian Open 2020, čímž se stal čtvrtým britským šampionem grandslamové čtyřhry v otevřené éře. Po boku Desirae Krawczykové ovládl smíšenou čtyřhru French Open 2021. V navazujícím mixu Wimbledonu 2021 skončili s krajankou Harriet Dartovou jako poražení finalisté. Následně s Ramem triumfoval na US Open 2021, 2022 a 2023. Stali se tak prvním párem open éry, který třikrát v řadě vyhrál čtyřhru grandslamu probíhajícího na tvrdém povrchu. Trofej vybojovali na Turnaji mistrů 2022 a 2023. Finále si zahráli již v roce 2021. Stali se tak první dvojicí od Woodbridge s Woodfordem z let 1992–1994, která se probojovala do tří navazujících finále Turnaje mistrů.
V britském daviscupovém týmu debutoval v roce 2021 utkáním základní skupiny finálového turnaje proti Francii, v němž prohrál čtyřhru v páru s Nealem Skupskim. Britové přesto zvítězili 2:1 na zápasy. Do září 2025 v soutěži nastoupil k sedmi mezistátním utkáním s bilancí 0–0 ve dvouhře a 3–4 ve čtyřhře.
Velkou Británii reprezentoval na odložených Letních olympijských hrách 2020 v Tokiu, kde zasáhl s Andym Murraym do mužské čtyřhry. Na úvod vyřadili druhou světovou dvojici Francouzů Pierre-Hugues Herbert a Nicolas Mahut a poté Němce Pütze s Krawietzem. Ve čtvrtfinále podlehli pozdějším stříbrným medailistům Marinu Čilićovi s Ivanem Dodigem z Chorvatska až v supertiebreaku.

## Tenisová kariéra
V hlavní soutěži okruhu ATP World Tour debutoval na únorovém U.S. National Indoor Tennis Championships 2014 v Memphisu, kde obdržel s Irem Davidem O'Harou divokou kartu do čtyřhry. V úvodním kole však nestačili na americký bratrský pár pozdějších finalistů Boba a Mikea Bryanových. Na majorech se poprvé objevil v kvalifikaci Wimbledonu 2016. Ve druhém kole nenašel recept na Američana Austina Krajicka. Spolu s Dánem Frederikem Nielsenem získali divokou kartu do mužské čtyřhry Wimbledonu 2018. V semifinále ukončili jejich účinkování jihoafricko-novozélandské turnajové třináctky Raven Klaasen s Michaelem Venusem.
Premiérový titul na túře ATP vybojoval během zářijového ATP Shenzhen Open 2018 v Šen-čenu, kde ve finále čtyřhry s Japoncem Benem McLachlanem zdolali švédsko-americkou čtvrtou nasazenou dvojici Robert Lindstedt a Rajeev Ram po zvládnutých tiebreacích obou setů. Druhou trofej přidal o měsíc později na vídeňském Erste Bank Open 2018 z kategorie ATP 500. Do deblové soutěže nastoupil s krajanem Nealem Skupskim. Finálový duel proti americko-francouzskému páru Mike Bryan a Édouard Roger-Vasselin zvládli po dvousetovém průběhu. Jako pár přitom odehráli po Winston-Salem Open 2018 druhý turnaj v kariéře, s celkovou bilancí zápasů 6–1. V následném pondělním vydání žebříčku ATP z 29. října 2018 se posunul na nové kariérní maximum, když mu v deblové klasifikaci patřila 30. příčka

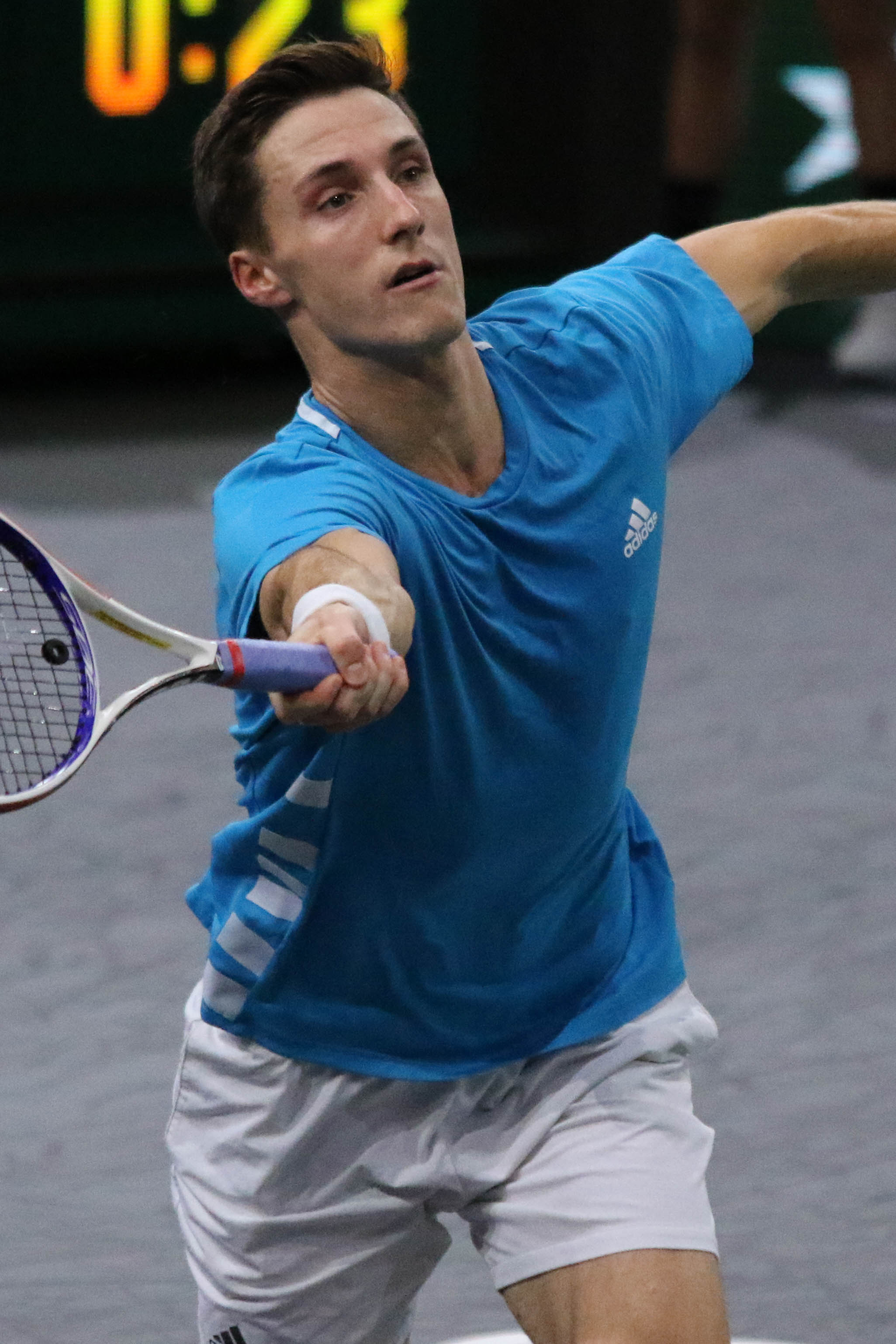
Salisbury na Paris Masters 2019

S Američanem Rajeevem Ramem vytvořil ve čtyřhře Australian Open 2020 jedenáctou nasazenou dvojici. Ve finále zdolali Australany hrající na divokou kartu Maxe Purcella a Luka Savilla po dvousetovém průběhu. Zisk třetí společné a první grandslamové trofeje jej premiérově posunul na 4. příčku deblového žebříčku ATP. V mixu French Open 2021 zvítězil s Američankou Desirae Krawczykovou v boji o titul nad ruskou dvojicí Jelena Vesninová a Aslan Karacev až v supertiebreaku. Na Roland Garros se stal prvním britským šampionem v jakékoli soutěži dospělých po 39 letech. Navázal tak na triumf Johna Lloyda z pařížské smíšené soutěže v roce 1982.
Druhý major s Ramem ovládl na US Open 2021 po finálovém vítězství nad Britem Jamiem Murrayho a Brazilcem Brunem Soaresem. Po dvanácti letech rozhodla o vítězích Flushing Meadows až třetí závěrečná sada. Na prahu vyřazení se ocitli ve čtvrtfinále, v němž odvrátili čtyři mečboly Ebdenovi s Purcellem. Od semifinále Wimbledonu 2021 jejich zápasová bilance činila 11–1, když vyhráli jednu z generálek na torontském Canada Masters 2021. Z pozice prvního světového páru vybojovali trofej na US Open 2022. V závěrečném utkání soutěže zdolali nizozemsko-britské turnajové dvojky Wesleyho Koolhofa a Neala Skupského ve dvou sadách. Stali se tak teprve druhým párem, který v otevřené éře ve Flushing Meadows dokázal obhájit titul. V této statistice navázali na australské šampiony Woodbridge s Woodfordem z let 1995 a 1996.
Při čtvrté účasti na Turnaji mistrů, turínském ATP Finals 2022, s Ramem poprvé triumfoval na závěrečné události roku. Vylepšil tím finálové maximum z ATP Finals 2021. V boji o titul přehráli chorvatské turnajové čtyřky Nikolu Mektiće s Matem Pavićem po dvousetovém průběhu. Negativní vzájemnou bilanci zápasů proti Chorvatům snížili na 3–4. Stejné soupeře vyřadili v semifinále i o rok dříve. Jako neporažený pár si odvezli 930 300 dolarů, historicky nejvyšší částku z jakékoli deblové soutěže.

## Finále na Grand Slamu

### Mužská čtyřhra: 6 (4–2)
| Stav      | rok  | turnaj          | povrch | spoluhráč    | soupeři ve finále                  | výsledek           |
| --------- | ---- | --------------- | ------ | ------------ | ---------------------------------- | ------------------ |
| Vítěz     | 2020 | Australian Open | tvrdý  | Rajeev Ram   | Max Purcell Luke Saville           | 6–4, 6–2           |
| Finalista | 2021 | Australian Open | tvrdý  | Rajeev Ram   | Ivan Dodig Filip Polášek           | 3–6, 4–6           |
| Vítěz     | 2021 | US Open         | tvrdý  | Rajeev Ram   | Jamie Murray Bruno Soares          | 3–6, 6–2, 6–2      |
| Vítěz     | 2022 | US Open (2)     | tvrdý  | Rajeev Ram   | Wesley Koolhof Neal Skupski        | 7–6(7–4), 7–5      |
| Vítěz     | 2023 | US Open (3)     | tvrdý  | Rajeev Ram   | Rohan Bopanna Matthew Ebden        | 2–6, 6–3, 6–4      |
| Finalista | 2025 | French Open     | antuka | Neal Skupski | Marcel Granollers Horacio Zeballos | 0–6, 7–6(7–5), 5–7 |

### Smíšená čtyřhra: 4 (2–2)
| Stav      | rok  | turnaj      | povrch | spoluhráčka         | soupeři ve finále                 | výsledek           |
| --------- | ---- | ----------- | ------ | ------------------- | --------------------------------- | ------------------ |
| Vítěz     | 2021 | French Open | antuka | Desirae Krawczyková | Jelena Vesninová Aslan Karacev    | 2–6, 6–4, [10–5]   |
| Finalista | 2021 | Wimbledon   | tráva  | Harriet Dartová     | Neal Skupski Desirae Krawczyková  | 2–6, 6–7(1–7)      |
| Vítěz     | 2021 | US Open     | tvrdý  | Desirae Krawczyková | Giuliana Olmosová Marcelo Arévalo | 7–5, 6–2           |
| Finalista | 2025 | Wimbledon   | tráva  | Luisa Stefaniová    | Sem Verbeek Kateřina Siniaková    | 6–7(3–7), 6–7(3–7) |

## Finále na Turnaji mistrů

### Čtyřhra: 3 (2–1)
| Stav      | rok  | turnaj        | povrch    | spoluhráč  | soupeři ve finále                   | výsledek finále |
| --------- | ---- | ------------- | --------- | ---------- | ----------------------------------- | --------------- |
| Finalista | 2021 | Turín, Itálie | tvrdý (h) | Rajeev Ram | Nicolas Mahut Pierre-Hugues Herbert | 4–6, 6–7(0–7)   |
| Vítěz     | 2022 | Turín, Itálie | tvrdý (h) | Rajeev Ram | Nikola Mektić Mate Pavić            | 7–6(7–4), 6–4   |
| Vítěz     | 2023 | Turín, Itálie | tvrdý (h) | Rajeev Ram | Marcel Granollers Horacio Zeballos  | 6–3, 6–4        |

## Finále na okruhu ATP Tour

### Čtyřhra: 31 (17–14)
| Legenda                     |
| --------------------------- |
| Grand Slam (4–2)            |
| Turnaj mistrů (2–1)         |
| ATP Tour Masters 1000 (3–4) |
| ATP Tour 500 (4–4)          |
| ATP Tour 250 (4–3)          |

| Stav      | č.  | datum              | turnaj                                | kategorie     | povrch    | spoluhráč     | soupeři ve finále                   | výsledek               |
| --------- | --- | ------------------ | ------------------------------------- | ------------- | --------- | ------------- | ----------------------------------- | ---------------------- |
| Vítěz     | 1.  | 30. září 2018      | Šen-čen, Čína                         | ATP 250       | tvrdý     | Ben McLachlan | Robert Lindstedt Rajeev Ram         | 7–6(7–5), 7–6(7–4)     |
| Vítěz     | 2.  | 28. října 2018     | Vídeň, Rakousko                       | ATP 500       | tvrdý (h) | Neal Skupski  | Mike Bryan Édouard Roger-Vasselin   | 7–6(7–5), 6–3          |
| Finalista | 1.  | 6. ledna 2019      | Brisbane, Austrálie                   | ATP 250       | tvrdý     | Rajeev Ram    | Marcus Daniell Wesley Koolhof       | 4–6, 6–7(6–8)          |
| Vítěz     | 3.  | 2. března 2019     | Dubaj, Spojené arabské emiráty        | ATP 500       | tvrdý     | Rajeev Ram    | Ben McLachlan Jan-Lennard Struff    | 7–6(7–4), 6–3          |
| Finalista | 2.  | 23. června 2019    | Queen's Club, Londýn, Velká Británie  | ATP 500       | tráva     | Rajeev Ram    | Feliciano López Andy Murray         | 6–7(6–8), 7–5, [5–10]  |
| Finalista | 3.  | 20. října 2019     | Antverpy, Belgie                      | ATP 250       | tvrdý (h) | Rajeev Ram    | Kevin Krawietz Andreas Mies         | 6–7(1–7), 3–6          |
| Vítěz     | 4.  | 27. října 2019     | Vídeň, Rakousko (2)                   | ATP 500       | tvrdý (h) | Rajeev Ram    | Łukasz Kubot Marcelo Melo           | 6–4, 6–7(5–7), [10–5]  |
| Vítěz     | 5.  | 2. února 2020      | Australian Open, Melbourne, Austrálie | Grand Slam    | tvrdý     | Rajeev Ram    | Max Purcell Luke Saville            | 6–4, 6–2               |
| Finalista | 4.  | 21. února 2021     | Australian Open, Melbourne, Austrálie | Grand Slam    | tvrdý     | Rajeev Ram    | Ivan Dodig Filip Polášek            | 3–6, 4–6               |
| Finalista | 5.  | 16. května 2021    | Řím, Itálie                           | ATP 1000      | antuka    | Rajeev Ram    | Nikola Mektić Mate Pavić            | 4–6, 6–7(4–7)          |
| Finalista | 6.  | 25. června 2021    | Eastbourne, Velká Británie            | ATP 250       | tráva     | Rajeev Ram    | Nikola Mektić Mate Pavić            | 4–6, 3–6               |
| Vítěz     | 6.  | 15. srpna 2021     | Toronto, Kanada                       | ATP 1000      | tvrdý     | Rajeev Ram    | Nikola Mektić Mate Pavić            | 6–3, 4–6, [10–3]       |
| Vítěz     | 7.  | 10. září 2021      | US Open, New York, Spojené státy      | Grand Slam    | tvrdý     | Rajeev Ram    | Jamie Murray Bruno Soares           | 3–6, 6–2, 6–2          |
| Vítěz     | 8.  | 3. října 2021      | San Diego, Spojené státy              | ATP 250       | tvrdý     | Neal Skupski  | John Peers Filip Polášek            | 7–6(7–2), 3–6, [10–5]  |
| Finalista | 7.  | 31. října 2021     | Vídeň, Rakousko                       | ATP 500       | tvrdý (h) | Rajeev Ram    | Juan Sebastián Cabal Robert Farah   | 4–6, 2–6               |
| Finalista | 8.  | 21. listopadu 2021 | Turín, Itálie                         | Turnaj mistrů | tvrdý (h) | Rajeev Ram    | Nicolas Mahut Pierre-Hugues Herbert | 4–6, 6–7(0–7)          |
| Vítěz     | 9.  | 18. dubna 2022     | Monte Carlo, Monako                   | ATP 1000      | antuka    | Rajeev Ram    | Juan Sebastián Cabal Robert Farah   | 6–4, 3–6, [10–7]       |
| Vítěz     | 10. | 21. srpna 2022     | Cincinnati, Spojené státy             | ATP 1000      | tvrdý     | Rajeev Ram    | Tim Pütz Michael Venus              | 7–6(7–4), 7–6(7–5)     |
| Vítěz     | 11. | 9. září 2022       | US Open, New York, Spojené státy (2)  | Grand Slam    | tvrdý     | Rajeev Ram    | Wesley Koolhof Neal Skupski         | 7–6(7–4), 7–5          |
| Vítěz     | 12. | 20. listopadu 2022 | Turín, Itálie                         | Turnaj mistrů | tvrdý (h) | Rajeev Ram    | Nikola Mektić Mate Pavić            | 7–6(7–4), 6–4          |
| Vítěz     | 13. | květen 2023        | Lyon, Francie                         | ATP 250       | antuka    | Rajeev Ram    | Nicolas Mahut Matwé Middelkoop      | 6–0, 6–3               |
| Finalista | 9.  | 13. srpna 2023     | Toronto, Kanada                       | ATP 1000      | tvrdý     | Rajeev Ram    | Marcelo Arévalo Jean-Julien Rojer   | 3–6, 1–6               |
| Vítěz     | 14. | 8. září 2023       | US Open, New York, Spojené státy (3)  | Grand Slam    | tvrdý     | Rajeev Ram    | Rohan Bopanna Matthew Ebden         | 2–6, 6–3, 6–4          |
| Vítěz     | 15. | 29. října 2023     | Vídeň, Rakousko (3)                   | ATP 500       | tvrdý (h) | Rajeev Ram    | Nathaniel Lammons Jackson Withrow   | 6–4, 5–7, [12–10]      |
| Vítěz     | 16. | 19. listopadu 2023 | Turín, Itálie (2)                     | Turnaj mistrů | tvrdý (h) | Rajeev Ram    | Marcel Granollers Horacio Zeballos  | 6–3, 6–4               |
| Vítěz     | 17. | 13. ledna 2024     | Adelaide, Austrálie                   | ATP 250       | tvrdý     | Rajeev Ram    | Rohan Bopanna Matthew Ebden         | 7–5, 5–7, [11–9]       |
| Finalista | 10. | srpen 2024         | Montréal, Kanada                      | ATP 1000      | tvrdý     | Rajeev Ram    | Marcel Granollers Horacio Zeballos  | 2–6, 6–7(4–7)          |
| Finalista | 11. | únor 2025          | Dauhá, Katar                          | ATP 500       | tvrdý     | Neal Skupski  | Julian Cash Lloyd Glasspool         | 3–6, 2–6               |
| Finalista | 12. | duben 2025         | Barcelona, Španělsko                  | ATP 500       | antuka    | Neal Skupski  | Sander Arends Luke Johnson          | 3–6, 7–6(7–1), [6–10]  |
| Finalista | 13. | červen 2025        | French Open, Paříž, Francie           | Grand Slam    | antuka    | Neal Skupski  | Marcel Granollers Horacio Zeballos  | 0–6, 7–6(7–5), 5–7     |
| Finalista | 14. | srpen 2025         | Toronto, Kanada                       | ATP 1000      | tvrdý     | Neal Skupski  | Julian Cash Lloyd Glasspool         | 3–6, 7–6(7–5), [11–13] |

## Tituly na challengerech ATP a okruhu Futures
| Legenda                    |
| -------------------------- |
| Challengery (0–0 D; 9–9 Č) |
| Futures (1–0 D; 9–8 Č)     |

### Dvouhra (1 titul)
| č. | datum      | turnaj            | povrch    | poražený finalista | výsledek           |
| -- | ---------- | ----------------- | --------- | ------------------ | ------------------ |
| 1. | říjen 2015 | Danderyd, Švédsko | tvrdý (h) | Mikael Ymer        | 7–6(7–3), 3–6, 6–3 |

### Čtyřhra (18 titulů)
| č. | datum         | turnaj                           | povrch    | spoluhráč        | poražení finalisté                         | výsledek              |
| -- | ------------- | -------------------------------- | --------- | ---------------- | ------------------------------------------ | --------------------- |
| 1. | říjen 2014    | Jönköping, Švédsko               | tvrdý (h) | David O'Hare     | Isak Arvidsson Markus Eriksson             | 7–6(8–6), 7–6(7–3)    |
| 2. | listopad 2014 | Bath, Spojené království         | tvrdý (h) | David O'Hare     | Richard Gabb Jonny O'Mara                  | 6–1, 6–2              |
| 3. | prosinec 2014 | Lomé, Togo                       | tvrdý     | David O'Hare     | Komlavi Loglo Josselin Ouanna              | 7–6(7–5), 6–4         |
| 4. | květen 2015   | Šarm aš-Šajch, Egypt             | tvrdý     | Ryan Agar        | Javier Pulgar-García Pablo Vivero González | 6–2, 6–1              |
| 5. | září 2015     | Roehampton, Spojené království   | tvrdý     | David O'Hare     | Neil Pauffley David Rice                   | 6–2, 4–6, [10–5]      |
| 6. | září 2015     | Falun, Švédsko                   | tvrdý (h) | David O'Hare     | James Marsalek Marcus Willis               | 6–3, 7–5              |
| 7. | říjen 2015    | Danderyd, Švédsko                | tvrdý (h) | David O'Hare     | Sam Barry David Rice                       | 7–5, 6–7(5–7), [10–5] |
| 1. | listopad 2015 | Champaign, Spojené státy         | tvrdý (h) | David O'Hare     | Austin Krajicek Nicholas Monroe            | 6–1, 6–4              |
| 8. | leden 2016    | Long Beach, Spojené státy        | tvrdý     | David O'Hare     | Evan King Raymond Sarmiento                | 6–3, 7–6(7–4)         |
| 2. | listopad 2016 | Columbus, Spojené státy          | tvrdý (h) | David O'Hare     | Luke Bambridge Cameron Norrie              | 6–3, 6–4              |
| 3. | únor 2017     | Dallas, Spojené státy            | tvrdý (h) | David O'Hare     | Džívan Nedunčežijan Christopher Rungkat    | 6–7(6–8), 6–3, [11–9] |
| 4. | červenec 2017 | Granby, Kanada                   | tvrdý     | Jackson Withrow  | Marcel Felder Go Soeda                     | 4–6, 6–3, [10–6]      |
| 5. | říjen 2017    | Stockton, Spojené státy          | tvrdý     | Brydan Klein     | Denis Kudla Miķelis Lībietis               | 6–2, 6–4              |
| 6. | říjen 2017    | Las Vegas, Spojené státy         | tvrdý     | Brydan Klein     | Hans Hach Verdugo Dennis Novikov           | 6–3, 4–6, [10–3]      |
| 7. | leden 2018    | Bangkok, Thajsko                 | tvrdý     | James Cerretani  | Enrique López-Pérez Pedro Martínez         | 6–7(5–7), 6–3, [10–8] |
| 9. | březen 2018   | Sherbrooke, Kanada               | tvrdý (h) | Luke Bambridge   | Adrien Bossel Joris De Loore               | 6–3, 7–5              |
| 8. | květen 2018   | Loughborough, Spojené království | tvrdý (h) | Frederik Nielsen | Luke Bambridge Jonny O'Mara                | 3–6, 6–3, [10–4]      |
| 9. | červen 2018   | Nottingham, Spojené království   | tráva     | Frederik Nielsen | Austin Krajicek Džívan Nedunčežijan        | 7–6(7–5), 6–1         |